# 華沙省 (俄羅斯帝國)

華沙省（俄语：Варшавская губерния）是波蘭會議王國的一個省，位於王國的中北部，相當於今日波蘭的中部偏東。面積15,359平方公里，1897年人口1,983,689人。首府華沙。
1844年設省，1867年分出彼得庫夫省和卡利什省。1893年增加兩個縣，成14縣。